# Paisaje epigenético
El paisaje epigenético es una metáfora ideada por Conrad Hal Waddington (1940, 1962) para ilustrar el desarrollo embrionario, en particular la diferenciación celular. La metáfora del paisaje epigenético trata de tener en cuenta el hecho de que el desarrollo es capaz de amortiguar las perturbaciones, tanto ambientales como genéticas. 
Waddington propone el paisaje epigenético como una metáfora de la diferenciación celular:
- El final del paisaje representa los diferentes tejidos u órganos que se producen a partir de la diferenciación
- La posición inicial de la bola en la cima representa uno de los estados citoplasmáticos presentes en distintas regiones del cigoto.
- Los caminos posibles que puede recorrer la bola son los creodos o canales, el patrón de desarrollo seguido por las células hasta su diferenciación, responsables de la robustez del proceso. La forma de las "cordilleras" epigenéticas está determinada por factores ontogenéticos muy diversos, incluyendo los genes.

Al principio, el desarrollo es plástico (la bola puede recorrer distintos caminos y, por lo tanto, alcanzar distintos destinos), pero conforme el desarrollo se despliega, ciertas decisiones (es decir, el momento en el que la bola entra en uno de los caminos), no pueden revertirse. 

## Creodo
El término "creodo" es un neologismo acuñado por Waddington para describir el patrón de desarrollo seguido por las células hasta su diferenciación en tejidos. La metáfora más habitual para ilustrar este concepto es la de una bola situada en un paisaje cuya forma la hace más propensa a seguir ciertos canales (creodos) y terminar en ciertos lugares. Para Waddington, los creodos ilustran un tipo particular de equilibrio: un equilibrio en evolución y no estático, como el representado por los sumideros.